# 瓦锡兰
瓦锡兰是来自芬兰的动力系统公司。在全球70个国家和地区设立了将近170家分支机构，是芬兰赫尔辛基纳斯达克OMX的上市公司。
瓦锡兰有近180年的提供陆用和海上动力系统和服务的历史。运营业务涵盖电厂、船舶动力及维修服务三个领域。

## 船用方面
在全球海洋上航行的每三艘船舶中就有一艘是由瓦锡兰提供的动力设备，每两艘船舶中就有一艘是由瓦锡兰提供维修服务的。
瓦锡兰船舶动力部的主要业务范围包括： 商船、海洋工程船、游轮和渡船、军船及特种船舶。客户有船厂和船东。瓦锡兰船舶动力部提供从单个产品到贯穿船舶整个生命周期的支持，从复杂系统动力船舶的最初建造到运营使用的整套服务。
瓦锡兰的的产品包括船舶设计、发动机、发电机组、减速齿轮箱、推进装置、自动化系统、配电系统、密封方案、排放控制和减排系统、燃气密闭与处理系统、控制与通信方案，以及服务于世界航运业的强大服务网络。
瓦锡兰船舶动力部在燃气发动机运行领域拥有丰富的经验和悠久的历史，在排放控制与减排领域拥有独特的产品组合（包括脱硫装置、压载水处理系统、选择性催化还原系统等），并通过先进的工程和船舶设计能力形成了一整套能效优化方法。
瓦锡兰在 1935 年至 1989 年期间曾是重要的芬兰造船企业，建造渡轮和全球很大一部分破冰船。公司的这些船厂如今由世腾欧洲公司 (STX Europe) 拥有。

## 发电厂方面
瓦锡兰是灵活发电的分布式发电厂供应商。
产品组合包括最高 500 MW 装机容量的机组，以化石燃料运行，例如柴油、原油、天然气、燃油、生物燃料和液化天然气燃料。发电厂安装一个或多个并列运行的内燃机发电机组。瓦锡兰内燃机产品包括瓦锡兰 18V50SG 内燃机，是世界上最大的纯燃气内燃机，发电量达到 18.3 MW。 
除了传统基础负荷发电厂的可靠性外，这些发电机组还配备快速启停功能，在部分负荷工况下保持高效率，适用于调峰发电、智能电网和紧急发电系统。它们也利用联合循环和热电联产生成供热蒸汽或热水，并利用热冷电三联产生成冷却水，可应用于空气调节等。
瓦锡兰智能发电解决方案可服务于电网稳定性管理、 火炬气利用、泵送应用（例如泵和压缩驱动）、 金融服务和项目管理服务。
2009年，瓦锡兰向美国南德州电力合作公司 (STEC) 交付了 202 MW 装机容量的 Pearsall 电厂。

## 服务
瓦锡兰为工业领域提供广泛的服务。我们全资拥有的服务网络包括 5000名专业服务人员，分布于全球 60 多个国家和地区的 170 多个地点，装机总量超过180,000兆瓦。瓦锡兰的服务主要集中在优化陆地电厂和船舶的运行性能及生命周期效率。

## 发动机

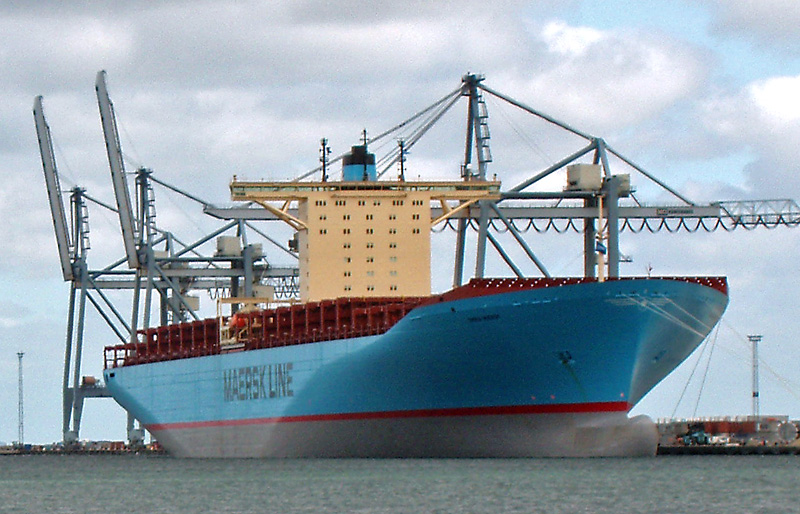
Emma Mærsk（艾玛马士基船）由瓦锡兰苏尔寿（Wärtsilä-Sulzer RT-flex96C） 发动机提供动力。

瓦锡兰为陆用发电厂和船用的全系列低速和中速柴油、气体和双燃料发动机。发动机型号一般都是由缸径的直径（单位是厘米）来决定的，截止至2012年，缸径范围从20至64厘米（7.9至25英寸）的为中速发动机；35至96厘米（13至38英寸）的低速发动机。最小的发动机系列，四冲程中速瓦锡兰20型发动机，最大每缸功率为200千瓦（270马力），二冲程低速瓦锡兰RT-flex96C发动机，每缸最大输出功率为5720千瓦（7670马力）。另外，瓦锡兰还生产功率最大的中速发动机系列——瓦锡兰64型，每缸输出功率为2150千瓦（2880马力）。按照发动机机型，瓦锡兰提供从四缸(4L20)至二十缸(20V46F)的直列式和“V”字型配置的中速发动机，低速发动机统一配置从五缸(5RT-flex35)至十四缸(14RT-flex96C)。瓦锡兰制造的最大的发动机是14缸RT-flex96C型柴油发动机，马力达107390匹(80080千瓦)，被马士基(E-CLASS)集装箱船所采用。

### 铁路
瓦锡兰正在开展铁路业务。瓦锡兰与TMH协作，计划在俄罗斯奔萨建造工厂，为火车制造柴油发动机。